# Kilowattóra

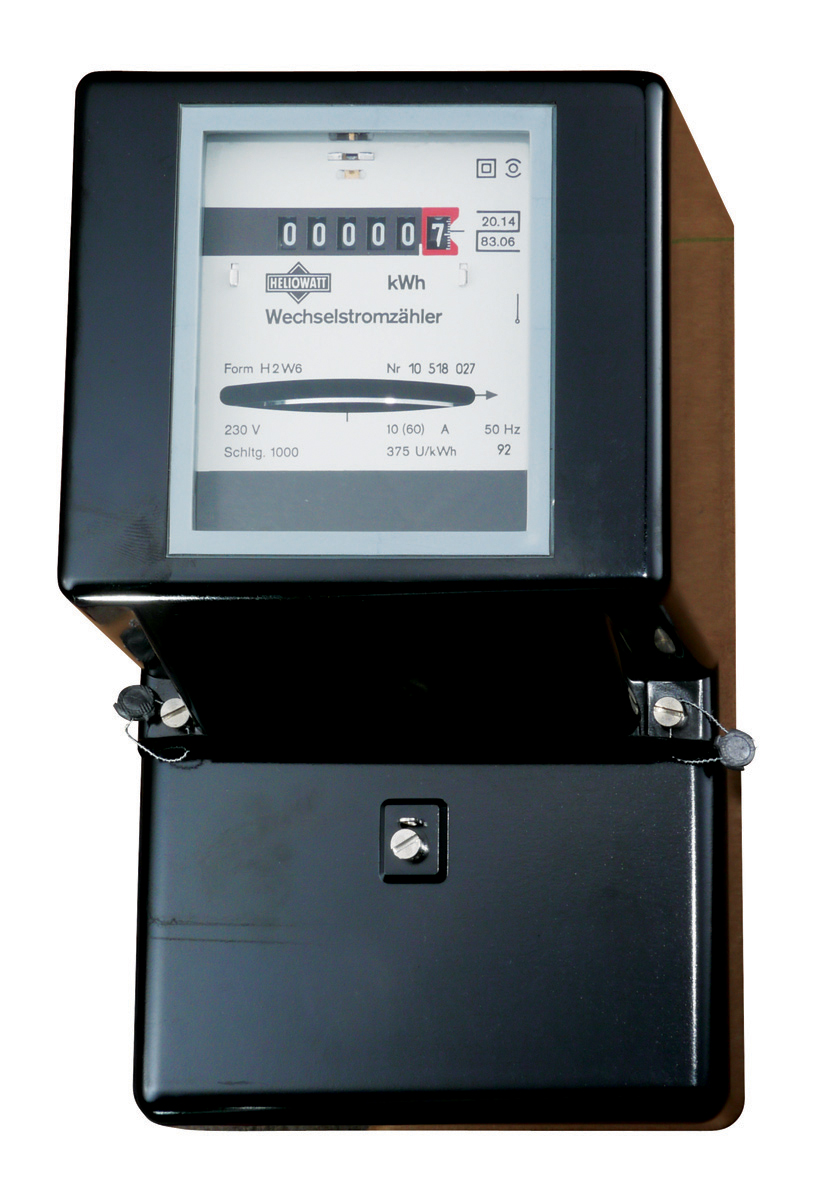
Egyfázisú fogyasztásmérő (köznyelvben villanyóra); Kilowattórában méri a fogyasztást

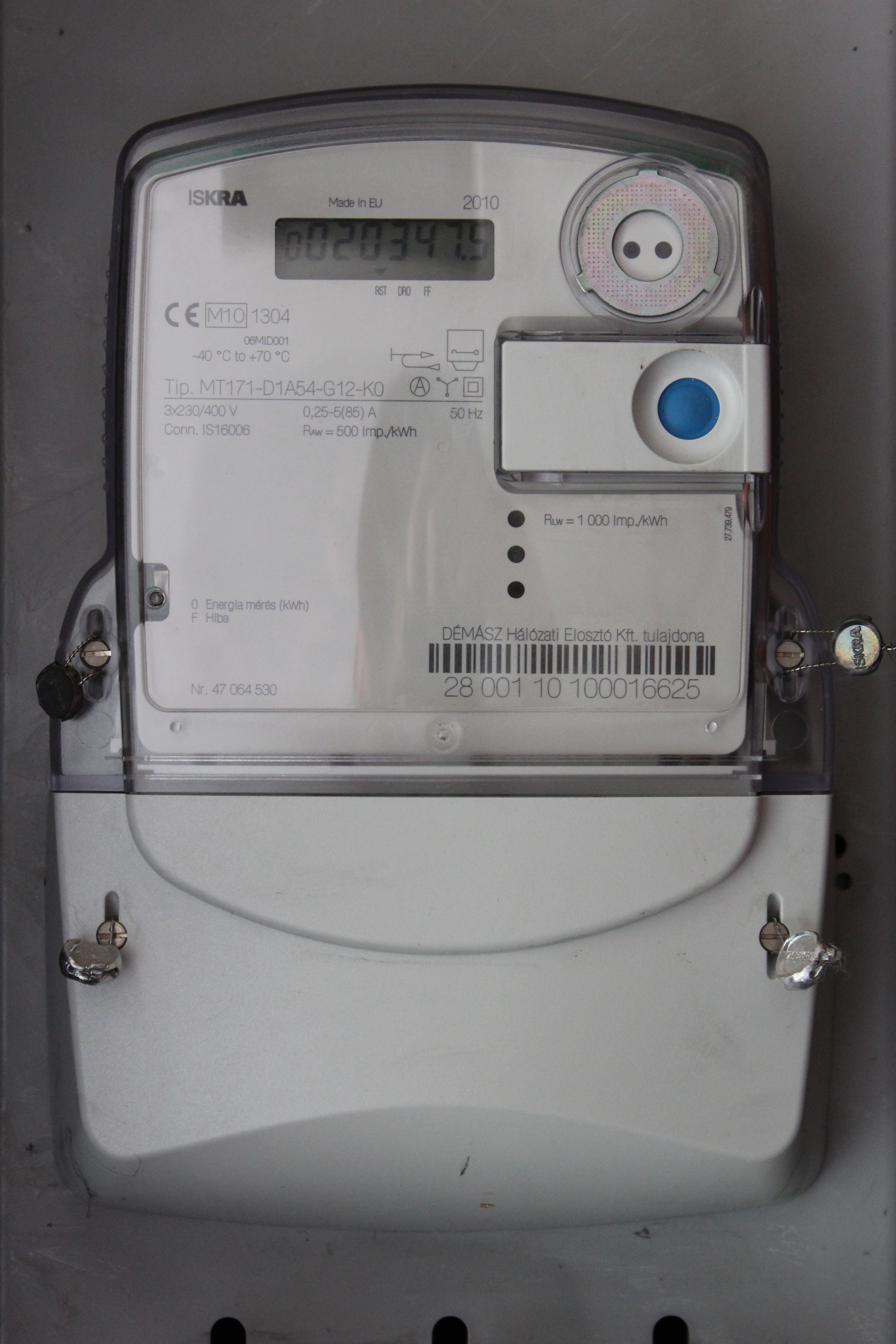
Háromfázisú elektronikus fogyasztásmérő. Az LCD kijelzőn kilowattórában olvasható le fogyasztás.

A kilowattóra (jele: kWh) az elektromos munka gyakran használt mértékegysége.
Bár nem SI-egység, a mindennapi életben a kilowattórát használják a villamos fogyasztás mértékegységeként (a munka SI-mértékegysége a joule), így kilowattórában mutatják az áramfogyasztást a lakásokban található fogyasztásmérők (villanyóra) is.

## Definíció
1 kWh az az elektromos munka, amit egy elektromos fogyasztó felvesz 1 kilowatt teljesítményt fogyasztva 1 órán keresztül.
A munka a teljesítmény és a munkavégzés időtartamának szorzataként is kiszámítható, azaz
{\displaystyle W=P\cdot t}.
Ennek alapján, ha a teljesítményt kilowattban, az időt pedig órában mérjük, akkor a munka mértékegysége a kilowattóra:
{\displaystyle \lbrack W\rbrack =\lbrack P\rbrack \cdot \lbrack t\rbrack =\mathrm {kW\cdot h=kWh} }.
Ha például egy 2 kW teljesítményű berendezés 0,5 órán át működik, akkor eközben 1 kWh munkát végez, illetve ennyi hőt fejleszt.

## Átszámítás
{\displaystyle \mathrm {1\ kWh=1\ kW\cdot 1\ h=1000\ W\cdot 3600\ s=3\,600\,000\ J=3{,}6\cdot 10^{6}\ J} }.
További átszámítások:
|         | joule       | wattóra      | kilowattóra  | elektronvolt | kalória     |
| ------- | ----------- | ------------ | ------------ | ------------ | ----------- |
| 1 J =   | 1           | 2,77778·10−4 | 2,77778·10−7 | 6,241·1018   | 0,239       |
| 1 Wh =  | 3600        | 1            | 0,001        | 2,247·1022   | 859,8       |
| 1 kWh = | 3,6·106     | 1000         | 1            | 2,247·1025   | 8,598·105   |
| 1 eV =  | 1,602·10−19 | 4,45·10−23   | 4,45·10−26   | 1            | 3,827·10−20 |
| 1 cal = | 4,1868      | 1,163·10−3   | 1,163·10−6   | 2,613·1019   | 1           |

## Fordítás
- Ez a szócikk részben vagy egészben  a   Kilowatt hour című angol Wikipédia-szócikk fordításán alapul.  Az eredeti cikk szerkesztőit annak laptörténete sorolja fel. Ez a jelzés csupán a megfogalmazás eredetét és a szerzői jogokat jelzi, nem szolgál a cikkben szereplő információk forrásmegjelöléseként.